# Markku Sieppi
Markku Samuli Sieppi, född 2 april 1940 i Rovaniemi i Lappland, Finland, död 18 juli 2008 i Västerleds församling i Stockholm, var en svensk militär.

## Biografi
Sieppi avlade officersexamen vid Krigsskolan 1967 och utnämndes samma år till fänrik i armén. Han befordrades till kapten vid Jämtlands fältjägarregemente 1972, gick Chefskursen vid Militärhögskolan 1975–1977 och befordrades till major 1978. Han var detaljchef vid Försvarsstaben 1979–1982, var lärare vid Militärhögskolan 1982–1984, befordrades till överstelöjtnant 1983 och tjänstgjorde vid staben i Nedre Norrlands militärområde 1984–1986. År 1988 befordrades han till överste, varefter han var brigadchef och ställföreträdande chef för Jämtlands fältjägarregemente 1988–1991. Han befordrades till överste av första graden 1991 och var därefter infanteri- och kavalleriinspektör och chef för Arméns infanteri- och kavallericentrum 1991–1994. Åren 1994–1997 var Sieppi chef för Svea livgarde och befälhavare för Stockholms försvarsområde.